# Othoes rimmonensis
Espèce
Othoes rimmonensis est une espèce de solifuges de la famille des Galeodidae.

## Distribution
Cette espèce est endémique d'Israël.

## Description
Le mâle holotype mesure 32 mm.

## Étymologie
Son nom d'espèce, composé de rimmon et du suffixe latin -ensis, « qui vit dans, qui habite », lui a été donné en référence au lieu de sa découverte, Makhtesh Ramon.

## Publication originale
- Panouse, Levy & Shulov, 1967 : Un nouveau Solifuge (Galeodidae) d'Israel: Othoes rimmonensis. Bulletin du Museum National d'Histoire Naturelle, sér. 3, vol. 39, no 3, p. 515-521 (intégral).